# 明 (蛤蜊)
明（約1499年－2006年）是一只北极蛤，截至目前是已知最长寿的多細胞個體动物。最初年齡經推算達到405歲，相當於出生在中國明朝万历年间（1601年），后来更正到507岁，即出生在1499年（弘治十二年），因此得名“明（Ming）”。

## 發現
2007年10月28日，英國《泰晤士報》報導，在前一年（2006年）威爾士班戈大學海洋科学学院的研究者在大西洋北部的冰岛海底發現并捕捞到了3000多个空贝壳和34个存活個體。他們按照常規，把明及其他撈獲物放進冰箱內，並未有留意到明的長壽。這是一种圆蛤类软体动物，长约8.6厘米，因其在生長過程中，每一年殼體都會長出一條大約0.1毫米的紋理，从其贝壳上的环状紋理判断，它的年龄介于405至410岁之间。来自班戈大学的研究人员阿伦·瓦那梅克博士和海洋科学教授克里斯·理查森等人执行了这项研究，他们将其放置在冷冻柜里以待后续研究。最初的估计显示明在被发现以前已经活了405年，但科研人员对这一数字并不确定。

## 確定年齡
明自被捕撈上岸后放置在冷冻柜里以待后续研究，在随后进一步研究其年龄的过程中死亡，当时班戈大学的研究人员打开了它的壳，以进一步对其进行分析，结果发现明的生命迹象逐渐消失。2013年11月13日公佈的分析表明其真实年龄高达507岁，比此前预估的要再多100多岁。這意味，明大約出生在公元1499年，也就是哥倫布第一次抵達美洲的幾年之後。修正后的年齡估計值經證實採用了包括碳-14測定法在內的多重方法，海洋生物学家罗布认为，這個數值很可能精确到1-2年内。海洋科学家保罗·巴特勒表示：“第一次我们计算有误，也许那时我们正忙于出版我们的发现结果而有点草率。但我们现在能绝对确认我们得到了正确的数字。”此前，明已經以405歲高齡得到了吉尼斯世界纪录的认证。鉴于其年龄，这只北极蛤被以“明朝”命名。理查森说，明的发现可以帮助科学家了解有些动物是如何达到如此长寿的。